# Фріц Морф
Фріц Морф (нім. Fritz Morf, 29 січня 1928, Бургдорф — 30 червня 2011, Бургдорф) — швейцарський футболіст, що грав на позиції захисника, зокрема за клуб «Гренхен», а також національну збірну Швейцарії.

## Клубна кар'єра
Починав грати у футбол у команді «Бургдорф» з однойменного рідного міста у нижчих швейцарських лігах. 
1952 року був запрошений до вищолігового «Гренхена», виступам за який присвятив наступні одинадцять років своєї кар'єри. 1959 року допоміг команді здобути Кубок Швейцарії.
1963 року досвідчений захисник повернувся до «Бургдорфа», в якому провів ще один сезон у третьому футбольному дивізіоні Швейцаріі, після чого завершив ігрову кар'єру.

## Виступи за збірну
1957 року дебютував в офіційних матчах у складі національної збірної Швейцарії.
У складі збірної був учасником чемпіонату світу 1962 року в Чилі, на якому взяв участь у програному з рахунком 1:3 матчі групового етапу проти господарів турніру, який став для нього останнім у збірній.
Загалом протягом шести років провів у формі національної команди 7 матчів.
Помер 30 червня 2011 року на 84-му році життя у рідному Бургдорфі.

## Титули і досягнення
- Володар Кубка Швейцарії (1):

«Гренхен»: 1958-1959